# Gwich’in

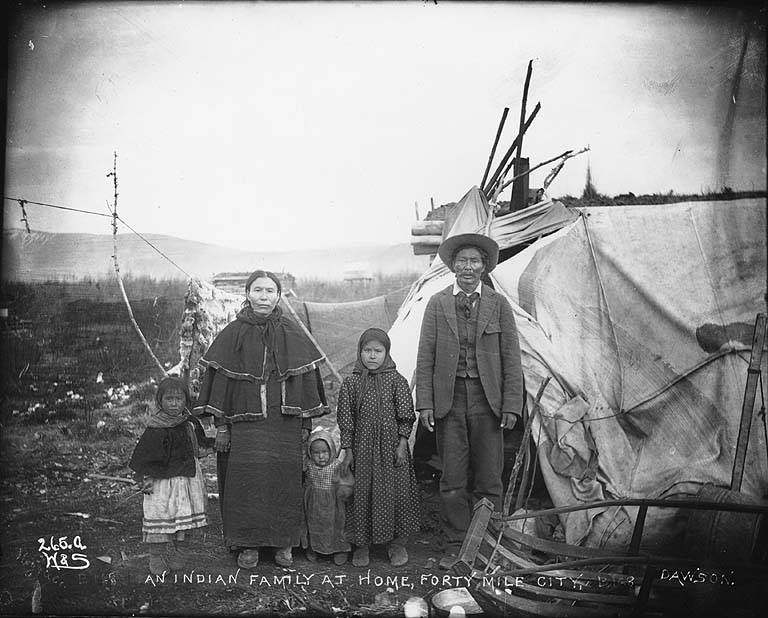
Gwich'in familj utanför bostaden ca. 1899

Gwich’in, (engelska: Kutchin) är en indianstam som lever i Alaska samt norra Kanada, huvudsakligen norr om polcirkeln. Deras språk, som tillhör den athapaskiska språkfamiljen, talas idag flytande av mindre än 400 personer. Traditionellt har Gwich’in-indianerna livnärt sig på den nordamerikanska renen, cariboun.
I dag (2019) lever cirka 4 500 gwich'iner i 15 lokalsamfund vid polcirkeln, dels i Kanada, dels i Alaska.
Det första dokumenterade mötet mellan Gwich'inerna och européer inträffade när den skotske upptäcktsresande Sir Alexander Mackenzie reste uppför Mackenziefloden (på Slavey: Geh Cho) år 1789.